# Silvestrosaurus
Silvestrosaurus is een geslacht van uitgestorven aquatische nothosauride Sauropterygia, bekend uit het Midden-Trias (Anisien-Ladinien grens) van Monte San Giorgio, Zuid-Zwitserland. 

## Naamgeving
Het bevat als enige soort Silvestrosaurus buzzii, oorspronkelijk benoemd als een soort van de nauw verwante Lariosaurus. Deze soort werd in 1989 door Tschanz benoemd, uitsluitend gebaseerd op het holotype PIMUZ T / 2804 gevonden in 1961 en geprepareerd door H. Lanz, bestaande uit de schedel, de onderkaak en een niet-in verband liggend gedeeltelijk postcraniaal skelet. De tanddragende elementen van Cyamodus hildegardis werden gevonden in het maaggebied van het specimen. Het holotype werd verzameld op Punkt 902 van Monte San Giorgio, uit laag 97 van de Grenzbitumen-zone, daterend uit de Anisien-Ladinien grens van het Midden-Trias. Kuhn-Schnyner (1990) wees de soort toe aan zijn eigen geslacht, waardoor de combinatie Silvestrosaurus buzzii ontstond. De geslachtsnaam eert een kerk in de buurt van de verzamelplaats van het holotype, gewijd aan Sint Silvester, een paus tijdens het bewind van keizer Constantijn de Grote, en van het Griekse sauros, wat 'hagedis' betekent, een veelgebruikt achtervoegsel voor geslachtsnamen van uitgestorven reptielen. De soortaanduiding eert Giovanni Buzzi, een mijnwerker die vaak meehielp bij de opgravingen en omkwam door een ongeluk in de Val Porina-mijn.
Rieppel (1998) wees Silvestrosaurus buzzii terug naar zijn oorspronkelijke combinatie Lariosaurus buzzii, samen met een ander lariosaurine geslacht Ceresiosaurus. Rieppel (1998) ontdekte dat de twee soorten een clade vormden met Lariosaurus valceresii, terwijl de andere soort Lariosaurus (inclusief het type Lariosaurus balsami) een tweede clade vormde, een zustertaxon van de eerste. In 2004 werd echter bezwaar gemaakt tegen deze synoniemen door Hänni die een tweede soort voor Ceresiosaurus beschreef en benoemde, en sindsdien door verschillende andere auteurs.

## Kenmerken
Silvestrosaurus lijkt erg op zijn naaste verwant Lariosaurus (zie hierboven), maar er zijn genoeg verschillen voor de meeste wetenschappers om ze toe te wijzen aan verschillende geslachten. Het neusbeen heeft geen contact met de prefrontale, gescheiden door uitsteeksels van het voorhoofdsbeen en maxilla, en veel delen van de schedel, zoals de pariëtale en postfrontale botten, zijn veel breder en platter dan bij Lariosaurus. De sleutelbeenderen ontmoeten elkaar niet in een anteromediale beennaad, in tegenstelling tot Lariosaurus. Bij Silvestrosaurus is het spaakbeen iets langer dan de ellepijp, maar bij Lariosaurus zijn ze even lang of is het spaakbeen korter. Omdat de achterste helft van het skelet ontbreekt, kunnen we het aantal wervels niet vergelijken. Evenmin kunnen we de achterpoten vergelijken om te zien of Silvestrosaurus peddels had zoals Ceresiosaurus in plaats van individuele tenen zoals Lariosaurus. De voorste ledematen hadden echter zeker peddels. Het holotype van Silvestrosaurus was slechts ongeveer zestig tot zeventig centimeter lang als volwassene, waardoor hij relatief klein was voor een nothosauriër. Grotere exemplaren zouden hebben behoord tot individuen met een lengte van honderd tot honderdtwintig centimeter.